# 조진관
조진관(趙鎭寬, 1739년 ~ 1808년)은 조선의 문신이다.

## 생애
1775년(영조(英祖) 51년) 구현과(求賢科)에 장원으로 급제하여 홍문관제학이 되고 정조 때 승지, 광주부윤, 돈녕부도정을 거쳐 한성부우윤, 한성부좌윤, 사간원대사간을 거쳐 동지춘추관사를 지낸 뒤 개성유수가 되고 이후 승지를 거쳐 전라도관찰사를 지낸 뒤 성균관대사성을 거쳐 도승지, 대사성을 거쳐 순조 즉위 이전 공조판서, 형조판서, 호조판서, 병조판서를 하며 내섬시제조를 겸하고 다시 병조판서를 하며 장악원제조를 겸했다. 이후 선혜청당상으로 이조판서를 겸하고 사헌부대사헌을 거쳐 순조 때 공조판서로 국장도감제조를 하고 이후 형조판서, 의정부우참찬을 거쳐 형조판서, 병조판서를 지낸 뒤 장용영 제조를 겸하고 한성부판윤을 거쳐 호조판서, 예문관제학을 지내고 호조판서, 공조판서를 거쳐 판의금부사로 실록청당상을 겸하다가 이조판서, 판의금부사, 호조판서를 거쳐 판의금부사, 병조판서로 선혜청제조를 겸하고 형조판서, 홍문관대제학, 예조판서, 우참찬, 좌참찬을 거쳐 홍문관제학, 호조판서를 지낸 뒤 관상감제조와 지경연사를 겸하고 호조판서와 수원유수를 거쳐 지중추부사, 판돈녕부사에 이르렀다.